# Loi de Nakagami
En théorie des probabilités et en statistique, la loi de Nakagami ou loi de m-Nakagami est une loi de probabilité continue à deux paramètres et de support {\displaystyle [0,\infty [}. Le paramètre {\displaystyle m>0} est un paramètre de forme, le second paramètre {\displaystyle \omega >0} permet de contrôler la propagation. Cette loi est liée à la loi gamma, son nom est issu du statisticien Minoru Nakagami.

## Caractérisations
La densité de probabilité de la loi de Nakagami est donnée par :
{\displaystyle f(x;\,m,\omega )={\begin{cases}\displaystyle {\frac {2m^{m}}{\Gamma (m)\omega ^{m}}}x^{2m-1}\exp \left(-{\frac {m}{\omega }}x^{2}\right)&{\text{ pour }}x>0\\0&{\text{ sinon.}}\end{cases}}}
où {\displaystyle \Gamma } est la fonction Gamma.
Sa fonction de répartition est :
{\displaystyle F(x;\,m,\omega )={\begin{cases}\displaystyle P\left(m,{\frac {m}{\omega }}x^{2}\right)&{\text{ pour }}x>0\\0&{\text{ sinon.}}\end{cases}}}
où P est la fonction gamma incomplète (régularisée).

## Estimation des paramètres
Les paramètres {\displaystyle m} et {\displaystyle \omega } sont :
{\displaystyle m={\frac {\mathbb {E} ^{2}\left[X^{2}\right]}{Var\left[X^{2}\right]}},}
et
{\displaystyle \omega =\mathbb {E} \left[X^{2}\right].}

## Simulation
La loi Nakagami est liée à la loi Gamma. En particulier, pour une variable aléatoire Y de loi Gamma, {\displaystyle Y\,\sim {\textrm {Gamma}}(k,\theta )}, il est possible d'obtenir une variable aléatoire X de loi de Nakagami, {\displaystyle X\,\sim {\textrm {Nakagami}}(\mu ,\omega )}, en posant {\displaystyle k=m}, {\displaystyle \theta =\omega /m}, et en considérant la racine carrée de Y :
{\displaystyle X={\sqrt {Y}}\,}.

## Historique et applications
L'utilisation de la loi de Nakagami remonte à 1960, c'est-à-dire que c'est une loi relativement nouvelle. Elle est utilisée pour modéliser l’atténuation des réseaux sans fils au travers de plusieurs chemins.